# 翼核果
翼核果（学名：Ventilago leiocarpa）为鼠李科翼核果属下的一个种。